# Alia Mustafina
Alia Fargatovna Mustafina (En rus Алия́ Фарга́товна Муста́фина, en tàtar: Aliä Färhät qızı Mostafina) (Iegórievsk, óblast de Moscou, Rússia, 30 de setembre de 1994) és una gimnasta artística russa, campiona olímpica, mundial i europea.

## Biografia
Alia Mustafina va néixer el 30 de setembre de 1994 a Yegórievsk, Rússia, en una família de classe mitjana. El seu pare, Farhat Mustafin, va ser medallista de bronze en lluita grecoromana en els Mont-real 76, mentre que la seva mare, Ielena Mustafina, és professora de física. La seva germana petita, Nailia, també és gimnasta, i va formar part de l'equip Nacional júnior rus.

## Carrera esportiva
El seu esclat esportiu va vindre en 2010. Primer, es proclamà campiona de'Europa per equips i subcampiona en barra d'equilibri i barres asimètriques. Als Campionats del Món de 2010 va guanyar dues medalles d'or al concurs complet individual i a la competició per equips, a banda d'altres tres medalles de plata.
En 2012, l'equip de Romania va impedir guanyar el seu segon títol europeu per equips. Ja a l'estiu, Mustafina va ser la gimnasta més condecorada en els Jocs Olímpics de Londres 2012, obtenint quatre medalles, incloent l'or en la final de barres asimètriques, plata en la competició per equips i bronze en la competició individual i en la final d'exercici de terra.
En abril 2013 es va proclamar campiona d'Europa en la competició individual i en la de barres asimètriques. En octubre del mateix any va aconseguir el títol mundial en barra d'equilibris i el tercer lloc en la competició individual i en la de barres asimètriques.